# Odłóg

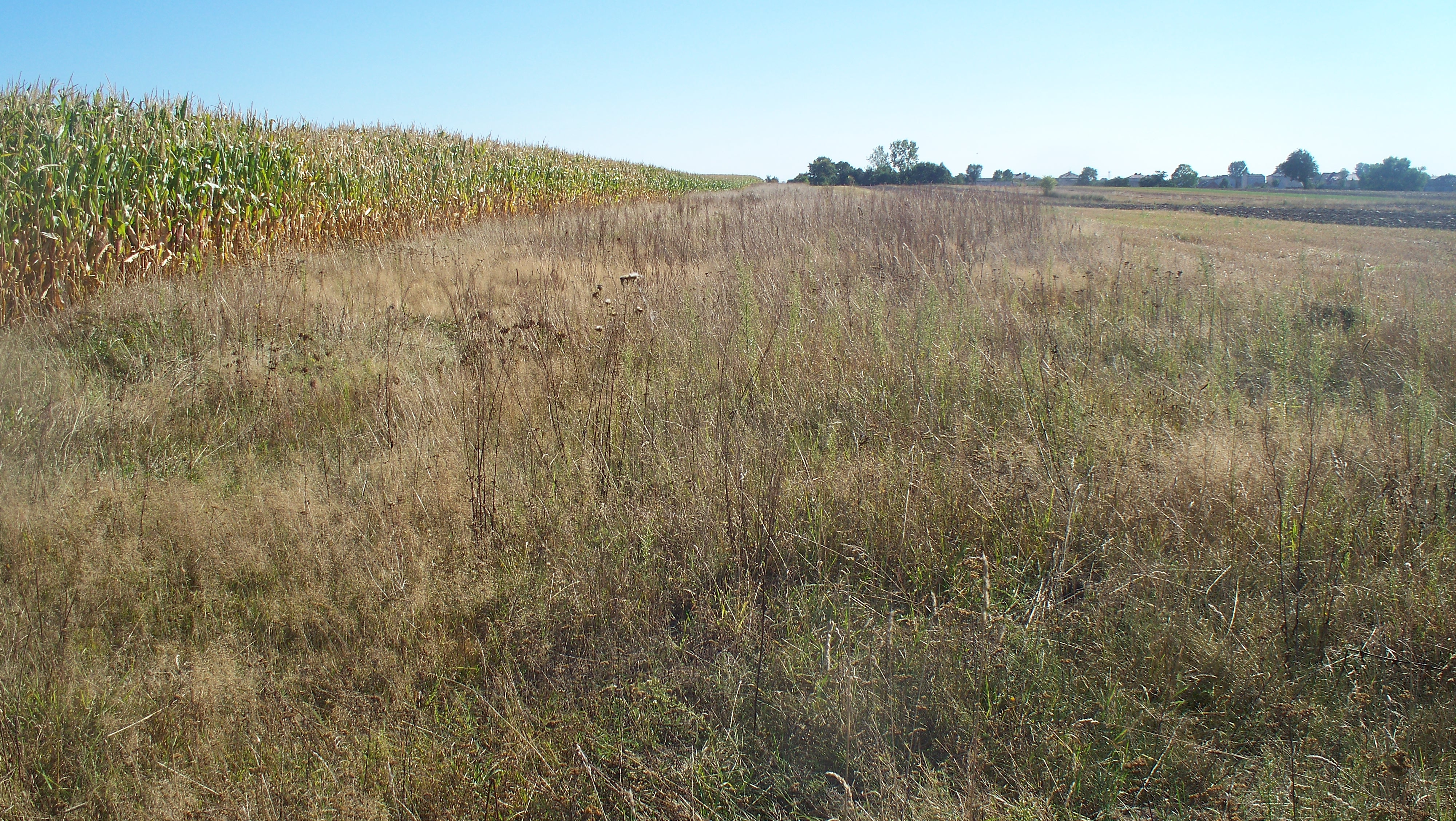
Odłóg. Po prawej stronie ściernisko, a po lewej uprawa kukurydzy

Odłóg – grunty porolne pozostawione bez ingerencji człowieka przez wiele lat, które początkowo zarastają roślinnością segetalną, a następnie ruderalną oraz ekspansywnymi gatunkami krzewów i drzew, jak jeżyna, wierzba, brzoza, olcha. 
W glebach odłogowanych zachodzą następujące procesy: 
- sukcesja wtórna,
- zmiany właściwości fizycznych,
- przesuszenie gleby,
- degradacja próchnicy,
- wymywanie azotu,
- erozja,
- nagromadzanie się diaspor chwastów, patogenów chorób i szkodników.